# EB 111E
Die zweiachsigen offenen Güterwagen nach Musterblatt 111E in Ganzstahlbauweise wurden von den Belgischen Staatsbahnen (Chemins de fer de l’État belge, abgekürzt EB, auch L’État belge) 1899 konstruiert und überwiegend für den Transport von Kohle verwendet.

## Geschichte
Zwischen 1899 und 1904 ließen die EB bei Ateliers métallurgiques und anderen Wagenbauanstalten insgesamt 1930 zweiachsige Kohlenwagen in Stahlbauweise mit Bremserhaus und 15 t Ladegewicht bauen.
Um 1960 waren noch rund 500 Exemplare im Einsatz, die aber alle vor 1965 ausrangiert wurden. Die Nummern blieben während ihrer ganzen Existenz unverändert.
Die Wagen waren ursprünglich bronzebraun gestrichen und hatten eine weiße Beschriftung. Bei der SNCB bekamen sie später die dann übliche grüne Farbgebung.